# Eidyllion
Eidyllion es una banda de metal progresivo iniciada en 1995 en la ciudad de Bahía Blanca, Provincia de Buenos Aires, Argentina.

## Lanzamientos
Su primer álbum de estudio fue Ilusiones, producido, editado y distribuido de manera independiente para ser lanzado en el año 2000.
A partir de este disco, la banda logró continuidad en sus presentaciones locales y, gracias a los buenos comentarios de la prensa y las críticas positivas en revistas, fanzines y páginas web, fueron convocados para tocar varias fechas en Buenos Aires, Córdoba y Mendoza y gracias a la difusión a través de internet, Ilusiones generó ventas en distintos países de América, Europa y Asia.
Luego de varios cambios en la alineación, Secretos, su segundo álbum, es anunciado anticipadamente a través de su vinculación con el sello discográfico Volumen4, dando una serie de conciertos donde fueron promocionadas las nuevas canciones.
Las diez canciones que conformarían el disco (incluyendo como bonus track la versión de la conocida canción Pop de los 80's "You're the voice" de John Farnham) fueron seleccionados en Buenos Aires para a ser grabados en los estudios La Nave de Oseberg. La producción y mezcla corrió por cuenta de Federico Fenizi y la masterización fue realizada en los estudios Breuer Prod., del conocido ingeniero de sonido Mario Breuer (Soda Stereo, Los Redonditos de Ricota, Sumo, Andrés Calamaro, Fito Páez, Charly García, La Ley, entre otros).
Fue lanzado en septiembre del 2007 en formato digipack con un booklet de 16 páginas ilustradas por el pintor y diseñador brasileño Antonio Cesar, quien ha colaborado con Tribuzy, Aquaria, Korzus, entre otros.
Secretos es considerado un álbum plural y elaborado, orientado hacia el metal progresivo y rock progresivo sinfónico, permitiéndose algunas pinceladas de música argentina con reminiscencias a Astor Piazzolla y sus letras abarcan un concepto con un mensaje de esperanza, amor, naturaleza humana, lucha interna por sobreponerse y de ser mejor.
En el 2008, la banda emprende una gira promocional apoyando el lanzamiento de Secretos. Realizan diversos shows en Buenos Aires, y el llamado Secretos Tour 2008 los lleva por las provincias de Río Negro, Neuquén, Chubut y Santa Cruz, regresando el mismo año a su ciudad natal, Bahía Blanca, luego de varios años de ausencia, para realizar dos memorables conciertos en el  prestigioso teatro Rossini Paradiso.
Actualmente, mientras periódicamente realizan conciertos por toda la Argentina, Eidyllion trabaja en nuevas composiciones en forma de preproducción de lo que será su nuevo disco y en el lanzamiento su primer DVD, incluyendo los ya conocidos temas del disco Secretos y nuevas canciones en vivo. Ambos prometen ver la luz en el 2010.

## Reconocimientos
La reconocida revista polaca HMP (Heavy Metal Pages) publica una review de Secretos en su número 40, realizándoles una entrevista donde se manifiesta el amplio conocimiento que tienen de Eidyllion sus fanes polacos, quienes esperan que el siguiente lanzamiento sea editado en aquel país.
En España, han sido presentados como la banda revelación argentina en programas de radio y sitios de Internet, como La frontera del silencio, donde se describe a Eidyllion como "una de esas bandas que combina a la perfección tesituras progresivas, heavys y hard rockeras con una soltura fuera de lo normal" y Mariskal Rock, este último del legendario Mariskal Romero, quién adopta a Eidyllion como una de sus bandas latinoamericanas preferidas y además le brinda una importante difusión al disco Secretos. El resultado de ese empuje se ve reflejado en la encuesta Rockferéndum, donde Eidyllion es elegida entre las mejores diez bandas de Latinoamérica, junto a grupos como Rata Blanca, La Renga, Los Piojos, El Tri (México) y La Vela Puerca (Uruguay).
Han sido elegidos para abrir concierto a grandes artistas internacionales en su país natal, empezando por Shaaman en el Teatro ND Ateneo; pasando por el Estadio Pepsi Music como teloneros de Ronnie James Dio, lugar donde tocaron ante más de cuatro mil personas; luego junto a Angra en el Teatro Flores ante dos mil personas y finalizando el año nuevamente en el ND Ateneo en dos recordadas funciones siendo la única banda telonera de Glenn Hughes, exbajista del mítico grupo británico Deep Purple.
La composición, ejecución y producción de su música son habituales blancos de elogios y Diego Valdez, poseedor de una voz inconfundible, de gran rango y una interpretación muy versátil, es frecuentemente calificado como una de las mejores voces del metal argentino,

## Integrantes

### Actuales
- Federico Fenizi - Guitarra
- Emi Fernández - Voz
- Guillermo Bertinat - Batería
- Natanael Cabrera - Bajo

### Pasados
- Cristian Abraham - Voz
- Pablo Balestri - Voz
- Fernando Ferrari - Bajo
- Fabricio Quiyotay - Bajo
- Walter Sáleman - Teclados
- Alejandro Pérez - Teclados
- Raúl Sánchez - Teclados
- Fernando Salvatori - Teclados
- Bruno Vitángeli - Teclados
- Guillermo Ballestri - Teclados
- Manolo Rivero - Batería
- Guillermo Sánchez - Batería
- Diego Valdez - Voz